# 303クリエイティブLLC対エレニス事件
303クリエイティブLLC対エレニス事件（303 Creative LLC v. Elenis、600 U.S. ____ (2023)）は、公共施設における差別禁止法と、合衆国憲法修正第1条の表現の自由条項との衝突を扱った合衆国最高裁判所の判決。6対3の判決で、最高裁はウェブデザイナーを支持し、コロラド州はデザイナーに自身の価値観に反する作品の制作を強制できないとの判決を下した。
同性婚を巡るデザインの仕事を拒否しているウェブデザイナーを支持したこの判決は、LGBTの権利にとって後退とみなされた。
この訴訟は、反差別と表現の自由の権利との間の同様の対立を扱っていたが、より狭い根拠で判決が下された、マスターピース・ケーキショップ対コロラド州公民権委員会事件（584 U.S. ___ (2018)）に続くものだった。